# فانيسا ديفيز
فانيسا ديفيز هي سياسية من فنزويلا وناشطة سياسية في الحزب الاشتراكي الموحد الفنزويلي. تعمل كعضو في السلطة التنفيذية الوطنية للحزب وكذلك منسقة الإعلام والاتصال.
استضافت برنامج الصحافة الاستقصائية كونتلراغولبي على القناة التلفزيونية الفنزويلية في تي في حتى 10 مارس 2014.
من عام 2009 إلى يناير 2016 عملت ديفيز كمحرر للصحيفة الفنزويلية كوريو ديل أورينوكو.